# Zhumushan (sockenhuvudort i Kina, Hunan Sheng, lat 28,83, long 111,97)
Zhumushan (kinesiska: 株木山, 株木山乡) är en sockenhuvudort i Kina. Den ligger i provinsen Hunan, i den södra delen av landet, omkring 120 kilometer nordväst om provinshuvudstaden Changsha. Antalet invånare är 24 489. Befolkningen består av 12 026 kvinnor och 12 463 män. Barn under 15 år utgör 17,0 %, vuxna 15-64 år 71 %, och äldre över 65 år 10,0 %.
Runt Zhumushan är det tätbefolkat, med 411 invånare per kvadratkilometer. Zhumushan är det största samhället i trakten. Trakten runt Zhumushan består till största delen av jordbruksmark.
Genomsnittlig årsnederbörd är 1 680 millimeter. Den regnigaste månaden är maj, med i genomsnitt 312 mm nederbörd, och den torraste är december, med 46 mm nederbörd.